# 格倫科夫 (緬因州)
格倫科夫（英語：Glen Cove）是位於美國緬因州諾克斯縣的一個非建制地區。

## 地理
格倫科夫所處的海拔為高於海平面12米（即40英呎），而該地所採用的時區為UTC-5，即北美东部時區（EST）。同時該地設有夏令時間，為UTC-5調快一小時，即UTC-4（EDT）。